# Бернотас, Артур
Артур Бернотас (латыш. Arturs Bernotas; род. 1 июня 1995) — латвийский шахматист, мастер ФИДЕ (2015), чемпион Латвии по шахматам (2017).

## Биография
Шахматами серьезно начал заниматься с восьми лет. Первый тренер — Леонид Борисов, позже тренировался у Яниса Клована и Артура Нейкшана. В 2011 году стал победителем чемпионата Латвии среди юношей и чемпионата Европы по быстрым шахматам в возрастной группе до 16 лет. В 2014 году на шахматном фестивале «Рижский технический университет Опен» победил в турнире. В 2016 году победил в чемпионате города Риги по шахматам. В марте 2017 года в Вильнюсе на втором этапе Балтийского зонального турнира выполнил свою первую норму международного мастера (IM). С 2008 года многократный участник финалов чемпионатов Латвии по шахматам. Победитель чемпионата в 2017 году, где выполнил свою вторую норму международного мастера. Представлял команду Латвии на шахматной олимпиаде (2018).
Закончил Рижскую среднюю школу № 54, продолжает учёбу в Латвийском университете.